# Remchingen
Remchingen – miejscowość i gmina w Niemczech, w kraju związkowym Badenia-Wirtembergia, w rejencji Karlsruhe, w regionie Nordschwarzwald, w powiecie Enz. Leży ok. 12 km na północny zachód od Pforzheim, przy autostradzie A8 i drodze krajowej B10.

## Dzielnice
- Darmsbach
- Nöttingen
- Singen
- Wilferdingen